# Antonio Michael Meola
Antonio Michael Meola, més conegut com a Tony Meola, (Belleville, Nova Jersey, 21 de febrer de 1969) és un futbolista estatunidenc retirat que jugava de porter.
Meola fitxà per la Federació dels Estats Units abans de la Copa del Món de 1990. Jugà cedit a diversos clubs modestos d'Anglaterra, Brighton & Hove Albion i Watford. Retornà als Estats Units on jugà al club Fort Lauderdale Strikers de l'American Professional Soccer League. Entre els anys 1996 i 2006 jugà a la Major League Soccer defensant els colors dels equips NY/NJ MetroStars i Kansas City Wizards.
Amb la selecció dels Estats Units disputà els Mundials de 1990, 1994 (com a titular) i 2002 (suplent). Entre 1988 i 2006 disputà un total de 100 partits amb la selecció.

## Palmarès
Estats Units
- Copa d'Or de la CONCACAF (1): 2002

Individual
- Porter de l'any a la MLS: 2000